# Segura de León
Segura de León – gmina w Hiszpanii, w prowincji Badajoz, w Estramadurze, o powierzchni 104,39 km². W 2011 roku gmina liczyła 2066 mieszkańców.